# Митевская, Лабина
Лабина Митевская (макед. Лабина Митевска; 11 октября 1975, Скопье) — северомакедонская актриса театра и кино, наиболее известна по ролям в фильмах «Перед дождём», «Добро пожаловать в Сараево», «Я тебя хочу», «Одиночки». Имеет собственную кинокомпанию Sisters and Brother Mitevski Production, в которой работает вместе с родными братом и сестрой.

## Биография
Лабина Митевская родилась 11 октября 1975 года в городе Скопье. Росла в актёрской семье, в частности её старшая сестра Теона и младший брат Вук впоследствии тоже стали довольно известными кинматографистами. Окончила местную общеобразовательную школу, затем училась в школе искусств и археологии при Университете Святых Кирилла и Мефодия в Скопье. Позже по стипендии продолжила обучение в Европейском кинематографическом колледже в Дании, изучала историю искусств в Аризонском университете в США.
Активно сниматься в кино начала в возрасте девятнадцати лет. Мировая известность пришла к ней, когда она сыграла одну из главных ролей в военной драме «Перед дождём» 1994 года, которая выиграла гран-при Венецианского кинофестиваля и как лучший иностранный фильм номинировалась на премию «Оскар». В 1996 году исполнила эпизодическую роль в фильме «Добро пожаловать в Сараево» британского режиссёра Майкла Уинтерботтома. Продолжила сотрудничество с Уинтерботтомом — снялась в его фильме 1998 года «Я тебя хочу», ставшем лауреатом Берлинского кинофестиваля. В 2000 году отметилась главной ролью в чешско-словацкой комедии «Одиночки».
В 2000-х годах продолжила активно сниматься в кино, на её счету роли в таких кинолентах как «Дорога!», «Как я убила святого», «Контакт», «Расследование», «Секретная книга», «Тихая тоска — ребёнок войны», «Перёвернутое», «Я из Титова Велеса», «9:06», «Как любовь», «Следы на песке», «Женщина, смахнувшая свои слёзы» и др.
Помимо актёрской деятельности неоднократно проявляла себя в других смежных с кинематографом областях. Автор нескольких эссе на тему кинематографа, опубликованных в македонских газетах и журналах. Состояла в жюри конкурса «Перспективы» Московского международного кинофестиваля 2006 года. Вместе с сестрой и братом возглавляет собственную кинокомпанию Sisters and Brother Mitevski Production

## Фильмография
- 1994 Перед дождём / Пред Дождот — Замира
- 1995 Туку Така под Облака
- 1996 Добро пожаловать в Сараево / Добре Дојдовте во Сарајево — Сонија
- 1998 Я тебя хочу / Те Сакам Тебе — Смуки
- 2000 Closley Knit — Кјана
- 2000 Одиночки — Весна
- 2002 Дорога! / Вег — Ива
- 2004 Как я убила святого / Како убив светец — Виола
- 2004 Жуки / Бубачки
- 2004 Нема Проблем — Сања К.
- 2005 Контакт / Контакт — Зана
- 2006 Секретная книга / Тајна Книга-Лидија
- 2006 Тихая тоска — ребёнок войны / Дете на Војната-Сенада
- 2007 Я из Титова Велеса / Јас сум од Титов Велес-Афродита
- 2007 Как любовь / Л…кот Љубезен — Маја
- 2007 Перевернутое / Првртено — Жена во Бело
- 2009 Офсајд — Милена
- 2009 7 авлу — Селма
- 2009 9:06 — Милена
- 2010 Следы на песке / Стапки во Песокот — Јоана
- 2012 Женщина, смахнувшая свои слезы / Жената што ги избриша солзите — Ајсун